# أليستير ستيوارت
أليستير ستيوارت هو سياسي كندي، ولد في 2 أكتوبر 1905 في المملكة المتحدة، وتوفي في 3 أبريل 1970. حزبياً، نشط في الحزب الديمقراطي الجديد. وقد انتخب عضو مجلس العموم الكندي.